# Iōannīs Poulos
Iōannīs Poulos (in greco Ιωάννης Πούλος?; fl. XIX secolo) è stato uno schermidore greco.
Partecipò alle gare di scherma delle prime Olimpiadi moderne che si svolsero ad Atene nel 1896, nel fioretto, arrivando al settimo posto.